# Noor Abdulmajeed
Noor Abdulmajeed (en árabe: نور عبد المجيد) es una novelista, periodista y poeta saudí-egipcia. La mayoría de sus obras tratan sobre tradiciones árabes, sociedades árabes y mujeres árabes. Estuvo a cargo de la redacción en la revista Saoudian Mada durante dos años.

## Obras
1. La Scala (2016)
2. The Great deprivation (2014)
3. Banned memories (2014)
4. I am Chahira (2013)
5. I am the traitor (2013)
6. Forbidden dreams (2012)
7. I want a man (2011)
8. Despite parting (2010)
9. Women..but ! (2009)
10. Solo (2013)[2]
11. Cinderella came back barefoot (2006)